# Sécurité sociale en Allemagne
La Sécurité sociale en Allemagne est obligatoire. Elle est composée de cinq branches d'assurance : l'assurance maladie, l'assurance pension, l'assurance dépendance, l'assurance chômage, l'assurance accidents du travail. Ces branche sont sous la tutelle du ministère fédéral de la santé, ministère fédéral du travail et des affaires sociales, ministère fédéral des Familles, des personnes âgées, des femmes et de la jeunesse et de l'office fédéral de la Sécurité sociale.
Il existe un régime d'assurance maladie public et un régime privé. Les entreprises allemandes ont également la possibilité de créer leur propre caisse maladie.

## Financement
Le système allemand de Sécurité sociale est financé par les cotisations sociales et par la fiscalité.